# Euroquímica
Euroquímica es una compañía española especializada en la producción y comercialización de productos de limpieza. Con centros de producción en Illescas (Toledo) y Zaragoza, Euroquímica dispone de una amplia gama de productos: jabón común, detergentes, suavizantes, lavavajillas, fregasuelos, lejías, amoníacos, etc.
La empresa, que fue fundada en 1974, adquirió en la década de los 90 el centro de producción de la empresa Lizariturry y Rezola, así como sus marcas asociadas, entre ellas la marca Lagarto. 
La compañía está situada dentro del TOP20 de fabricantes nacionales de productos de limpieza y comercializa sus productos a nivel nacional e internacional, siendo sus principales mercados exteriores Francia, Portugal y Marruecos. Euroquímica es miembro de ADELMA - Asociación de Empresas de Detergentes y de Productos de Limpieza, Mantenimiento y Afines.
Euroquímica también fabrica para terceros bajo el formato de Marca de Distribuidor. En la actualidad cuenta con más de 100 empleados distribuidos entre su sede central en Illescas (Toledo) y la planta de Zaragoza. Grupo Puma

## Historia
- 1914: Lanzamiento del primer jabón Lagarto.
- 1971: Inauguración de la planta de fabricación en Zaragoza.
- 1974: Fundación de Euroquímica SA.
- 1992: Se incorpora la marca Lagarto a Euroquímica SA. Inauguración de la planta de Illescas.
- 2004: Inauguración de la nueva planta de fabricación de jabón en Zaragoza.